# Douglas Winston
Douglas Winston, född 16 december 1932, död 23 maj 2021, var en friidrottare från Australien. Han deltog vid olympiska sommarspelen 1956.